# Robb-Gletscher
Der Robb-Gletscher ist ein rund 65 km langer Gletscher in der antarktischen Ross Dependency. Er fließt vom Clarkson Peak in nördlicher Richtung an der Ostseite der Softbed Ridges zur Shackleton-Küste und mündet zwischen Kap Goldie und Kap Huinga in das Ross-Schelfeis. 
Benannt wurde er nach Rutherglen Murray Robb, Leiter einer von 1959 bis 1960 durchgeführten Kampagne im Rahmen der New Zealand Geological Survey Antarctic Expedition, der ihn auf dem Weg zum Lowery-Gletscher gequert hatte. 

## Weblinks

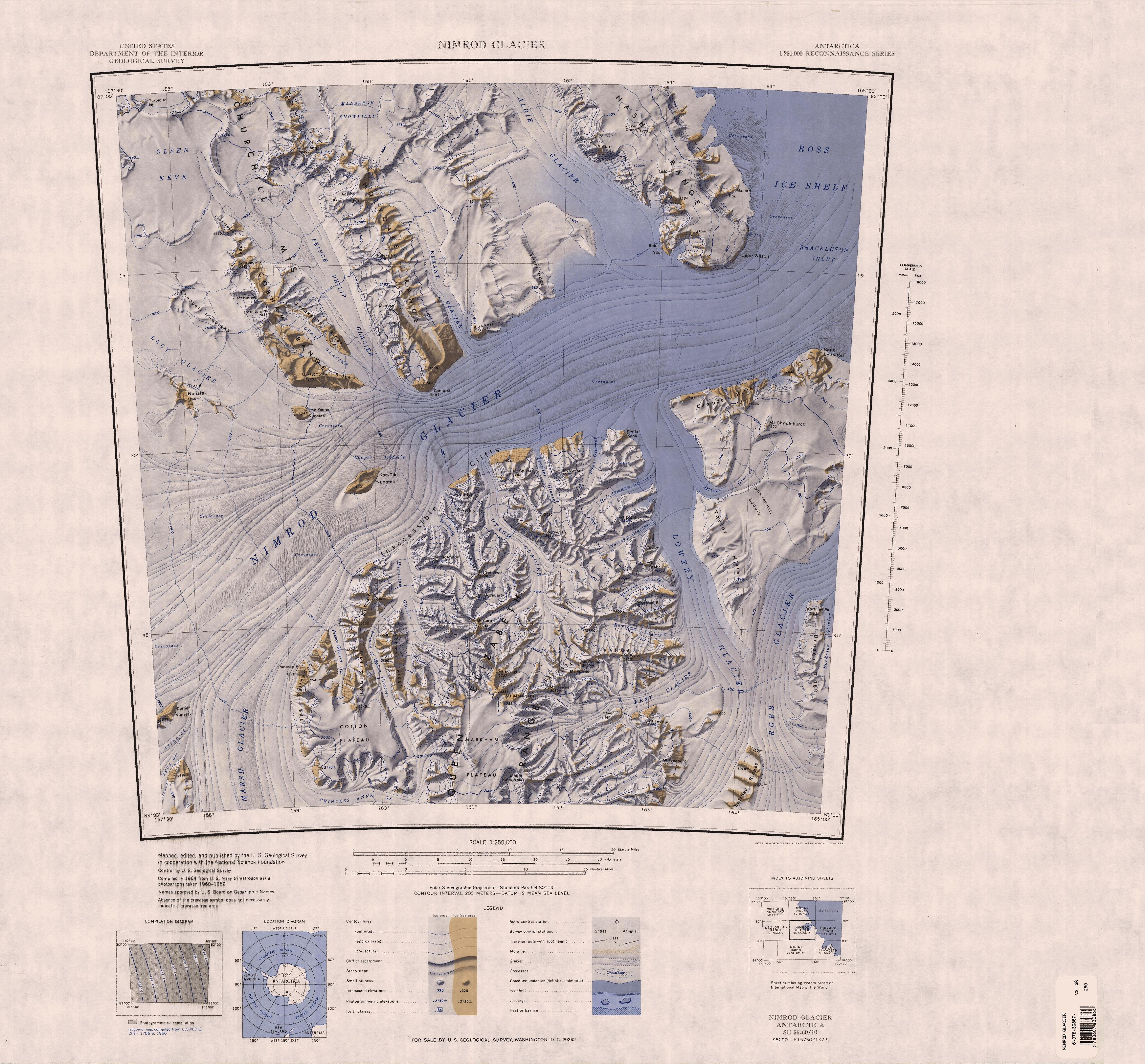
Nordwestteil des Robb-Gletschers im Südosten der Karte
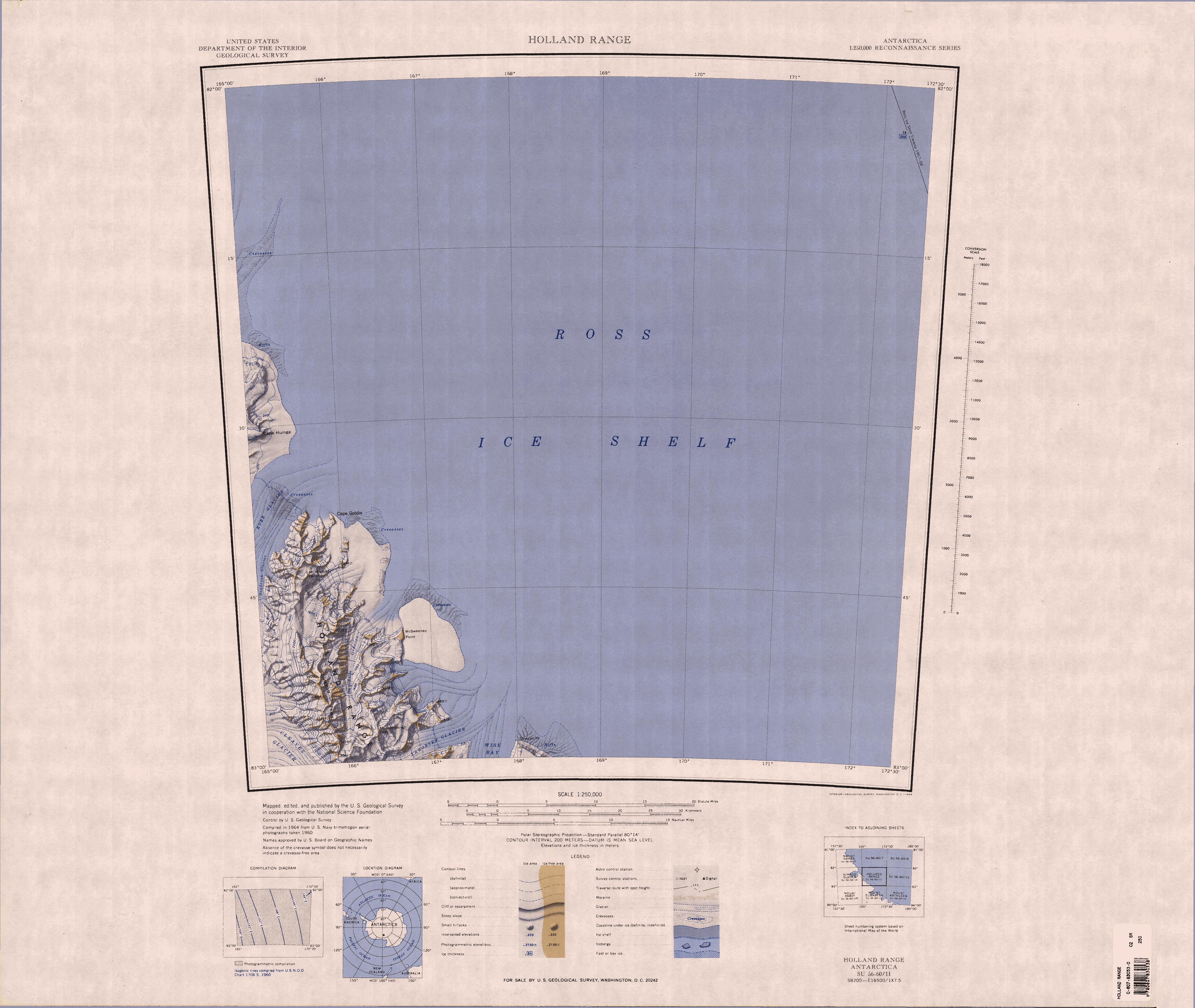
Mündung des Robb-Gletschers im Westen der Karte
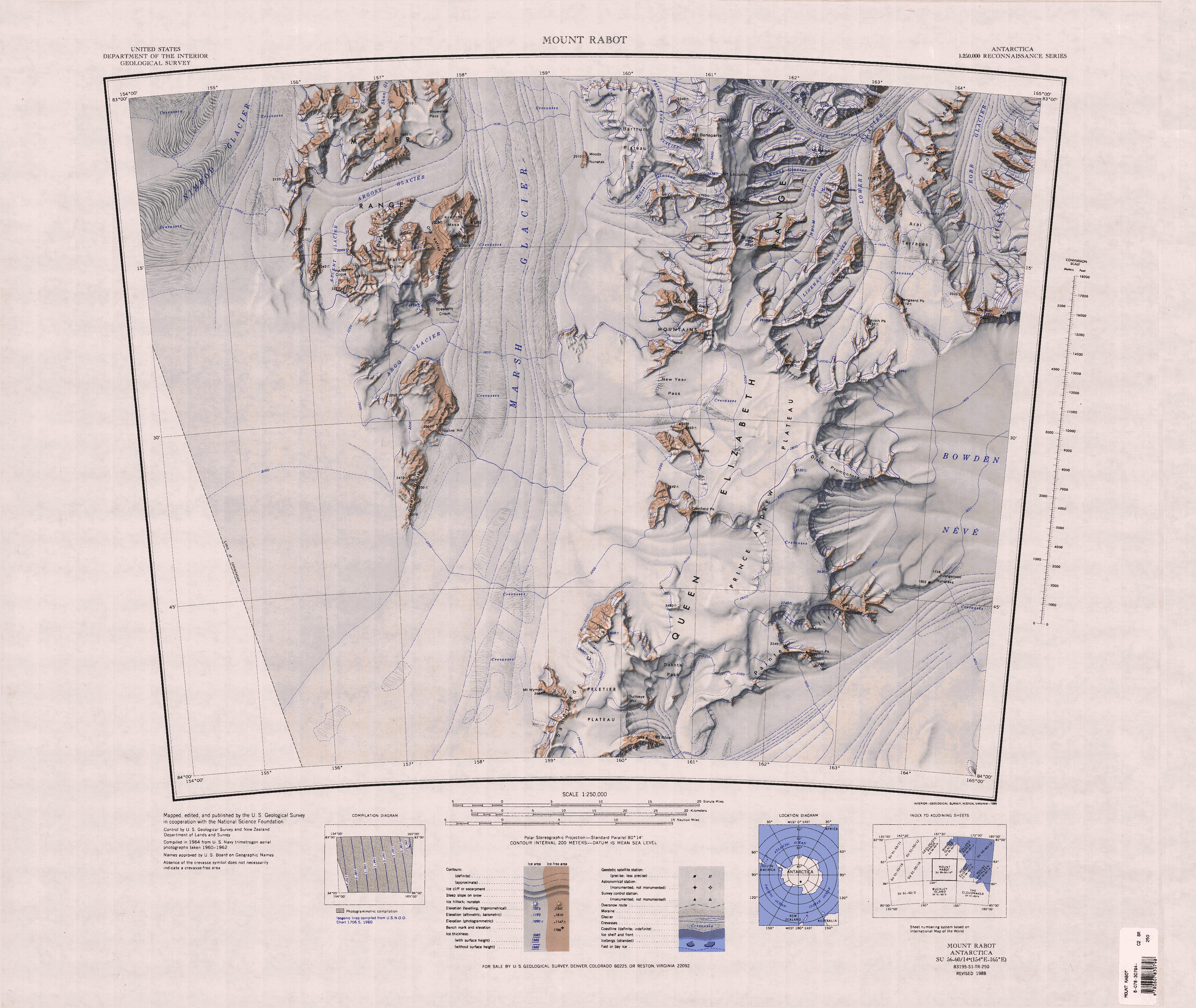
Südteil des Robb-Gletschers im Nordosten der Karte